# 메시에 92
M92는 허큘리스자리에 위치한 구상 성단이다. 이 성단은 북천(북반구의 하늘)에서 가장 밝은 구상 성단중 하나이다.(온 하늘에서는 11번째로 밝다.) 하지만, 이 성단은 같은 별자리에 위치한 M13으로 인해 관심을 받지 못하고 있다.

## 역사
M92는 1777년에 천문학자인 보데에 의해서 발견되었다. 그리고 1781년에 메시에 목록에 추가되었다.

## 같이 보기
- 메시에 천체 목록